# عقد 1420
عقد 1420 هو عقد امتد بين 1 يناير 1420 و31 ديسمبر 1429 بحسب التقويم الميلادي. سبقه عقد 1410 ولحقه عقد 1430.

## أحداث
- فيضان سينت إليزابيث 1421 (1421)

## مواليد
- أبو بكر الجراعي (1422)
- جورج بوديبراد (1420)
- توماس دي توركيمادا (1420)
- كاتالينا، أميرة أستورياس (1422)
- العزيز جمال الدين يوسف (1423)
- حسن قوصون (1423)
- فيديريكو دا مونتيفيلترو (1422)
- ويليام هربرت (1423)
- سبط المارديني (1423)
- جون هاورد (1421)

## وفيات
- ميجات إسكندر شاه (1424)
- توماس والزينغهام (1422)
- يوهان الثالث (1420)
- وونغيونغ ملكة جوسون (1420)
- هويان داي غن (1421)
- كجك مصطفى (1422)
- سيف الدين ططر (1421)
- المؤيد أبو النصر شيخ المحمودي (1421)
- محمد الأول (1421)
- الآيي بطرس (1420)
- بايزيد باشا (1421)

## كتب
- Yves Denis Papin (1998). Chronologie de l'histoire ancienne. Lieu de publication non identifié: Éditions Jean-paul Gisserot. ISBN:2-87747-346-5. OCLC:40746926. مؤرشف من الأصل في 2022-03-16.
- موسوعة حضارة العالم (2002) لأحمد محمد عوف.

## روابط خارجية
- تصفح سنة بسنة عقد 1420 على موقع onthisday.com
- تصفح سنة بسنة عقد 1420 ابتداءً من سنة عقد 1420 على موقع المكتبة الوطنية الفرنسية